# Craseomys
Craseomys és un gènere de mamífers rosegadors de la família dels cricètids. Fou erigit el 1900 per Gerrit Smith Miller com a subgènere de Myodes i des d'aleshores ha tingut un historial taxonòmic convuls fins que a principis del segle xxi fou elevat a la categoria de gènere a part.

## Morfologia

### Dimensions
El gènere Craseomys conté rosegadors de petites dimensions, amb una llargada de cap a gropa de 80-145 mm, la cua de 57-68 mm i un pes de fins a 50 g.

### Característiques cranials i dentals
El crani és delicat i arrodonit, amb el rostre curt i prim i l'espai interorbitari estret. Les dents incisives superiors són llises, les incisives inferiors són relativament curtes i les dents molars manquen d'arrels i són de tipus hipsodont, és a dir, tenen la corona alta. La seva forma prismàtica és típica de la família.
Es caracteritzen per la següent fórmula dental: {\displaystyle {\tfrac {3.0.0.1}{3.0.0.1}}}

## Distribució
Té una àmplia distribució a l'ecozona paleàrtica, des d'Escandinàvia fins a la península de Corea i el Japó.